# سمكة الذيل السيفي
سمكة الذيل السيفي أو سوردتيل (باللاتينية: Xiphophorus hellerii)، (بالإنجليزية: Swordtail) وتعني «ذو الذيل الحاد» من اسماك الحوض الأكثر شهرة، وهي سهلة التفقيس، تنمو بسرعة ومتوفرة بسهولة. سمك نشيط سلمي يسبح في تجمعات وبشكل طليق، وبالرغم من كونها سمكة اجتماعية فإن من الممكن ان تختلف العادات السلوكية والمزاجية الذي تتصف بها، ويتفاوت السمك الفردي عن رفقائه بين الانسجام السلمي التام إلى سمك يقال عنه انه من الأشقياء أو العدائيون، وخصوصا الذكور الأكبر سنا من الممكن أن يميلوا إلى أن يكون عدوانيون نحو بعضهم البعض أو مع الأنواع الآخرى.
الموطن الاصلي للسوردتيل هو أمريكا الوسطى من جنوب المكسيك إلى غواتيمالا، وهناك عدة أنواع من هذا السمك وتشكيلة متنوعة من الألوان، السوردتيل المنقط عرف أولا بحدود عام 1864، بينما السوردتيل الأخضر المشهور عرف في عام 1909.
السوردتيل مماثل في الشكل لسمكة البلاتي والجوبي وله جسم أضخم من هذين النوعين وزعنفة ذيل الذكر ممدودة على شكل السيف التي منها اشتق اسمها، وهي سمكة جريئة جدا، وتتواجد بتشكيلة متنوعة من الألوان الجميلة والرائعة.
مثل البلاتي، هذا النوع دخل التهجين لإنتاج أسماك ذات أنواع مختلفة في الألوان المثيرة وأشكال مختلفة للزعانف، ويتوافر السوردتيل بخليط متنوع من الألوان وتشكيلة رائعة من الزعانف، حتى في الأنواع البرية منها، فمنها الأخضر والأسود والأبيض والأحمر وهو الأكثر شيوعا. هناك الآن تنوع في الزعانف سواء الخلفية أو الظهرية اتخذت اشكالا جميلة مثل الليرتيل وهايفن، وقد تم تهجين الذكور بزعانف ضخمة وبسيفين في الزعنفة الخلفية بدلا من واحد، حتى بعض الإناث قد تم تهجينهم وهناك أنواعا لها زعنفة مثل الذكر.

## التغذية والسلوك
سمك شره يلتهم كل أنواع الاكل مثل الأغذية الحية والقشور (الورق)، ولإبقاء التوازن يغذى بنوع جيد من الاكل الورقي كل يوم أو الروبيان (الجمبري) إما حي أو مجمد أو الديدان ،وينصح بعدم الإكثار من الاطعمة الطازجة أو المجمدة حتى لا تكثر البكتريا والطفيليات في الحوض (ينصح بطعام ألماني الصنع يدعي تيترا TETRA حيت يحتوي على مواد غدائية مناسبة وتركيبة تمنع تلوت الماء)
يفضل هذا النوع من الأسماك الحوض بزرع مناسب وملائم مع مساحة كافية تسمح له بحرية الحركة، ومن الأفضل ان يزود الحوض بنباتات عائمة لحماية الصغار حيث ان الآباء أو السمك الكبير يلتهم صغارهم في أغلب الأحيان. وكذلك يفضل وضع قليلا من الملح في الحوض بمعدل ملعقة شاي لكل 4 لتر من الماء
الانثى تصل إلى حجم 12 سم أي 4.5 بوصة تقريبا، أما الذكر فيصل إلى 10سم أي 4 بوصة.
الذكر يعتبر أجمل من الانثى
ويميزه ذلك الذيل الذي على شكل السيف بالرغم من أن ليس هناك غرض ظاهر لهذا الذيل، ويمثل ربع او ثلث طول السمكة الكلي. الانواع البرية لها ذيل افضل بكثير وأطول يبلغ بحدود 6 بوصات (حوالي 15 سم) عن الانواع التي تربى في الاحواض.
تفرخ الانثي من80  إلى 100 فرخ من الاسماك الصغيرة.

الحرارة المناسبةفي الاحواض  هي بين 18 - 28 درجة مئوية.

## معرض صور

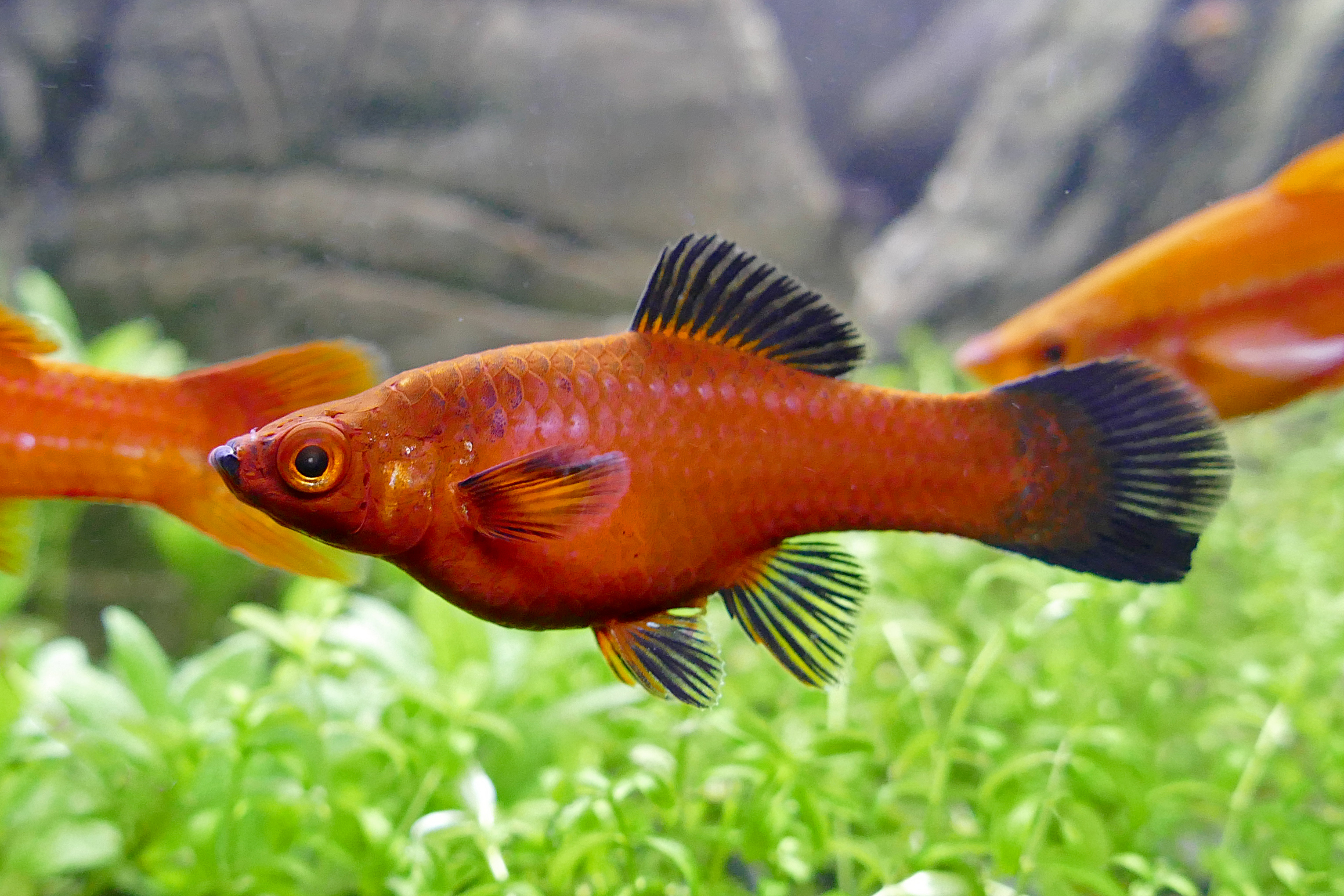
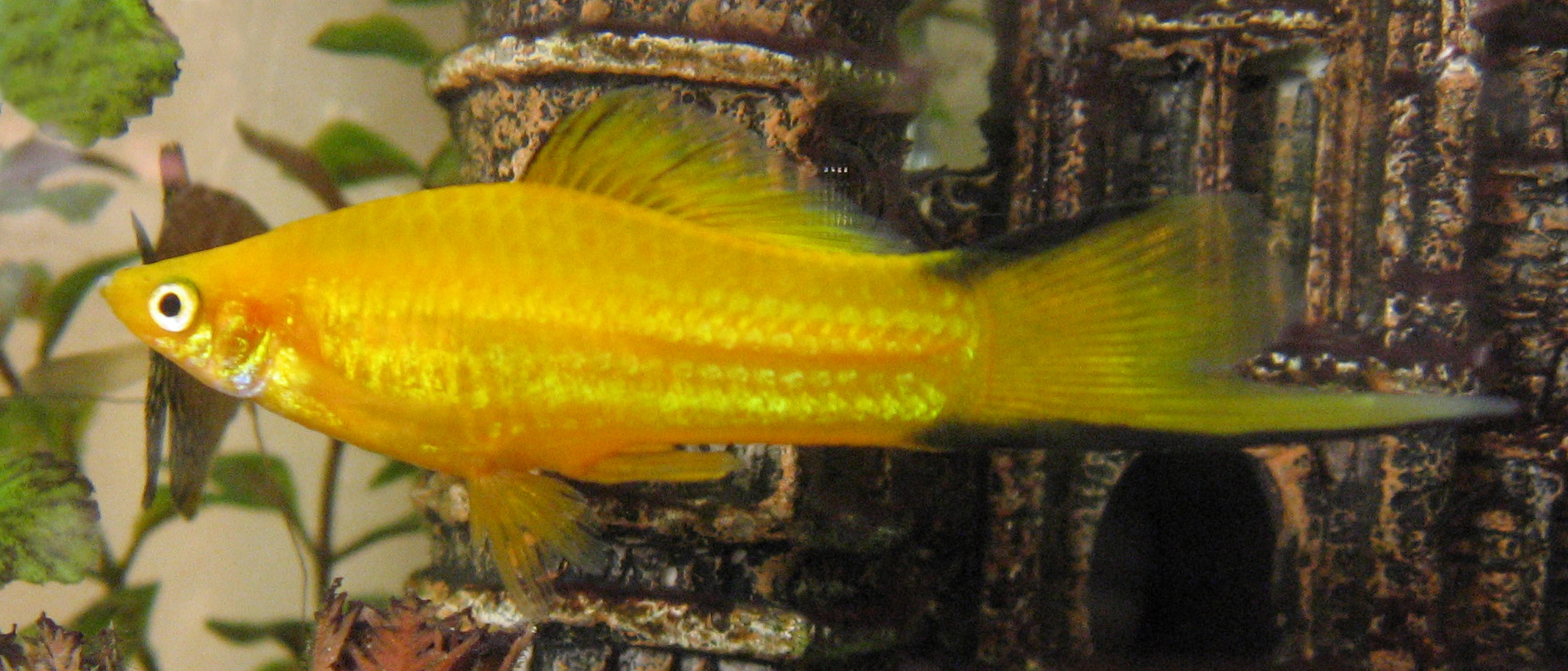
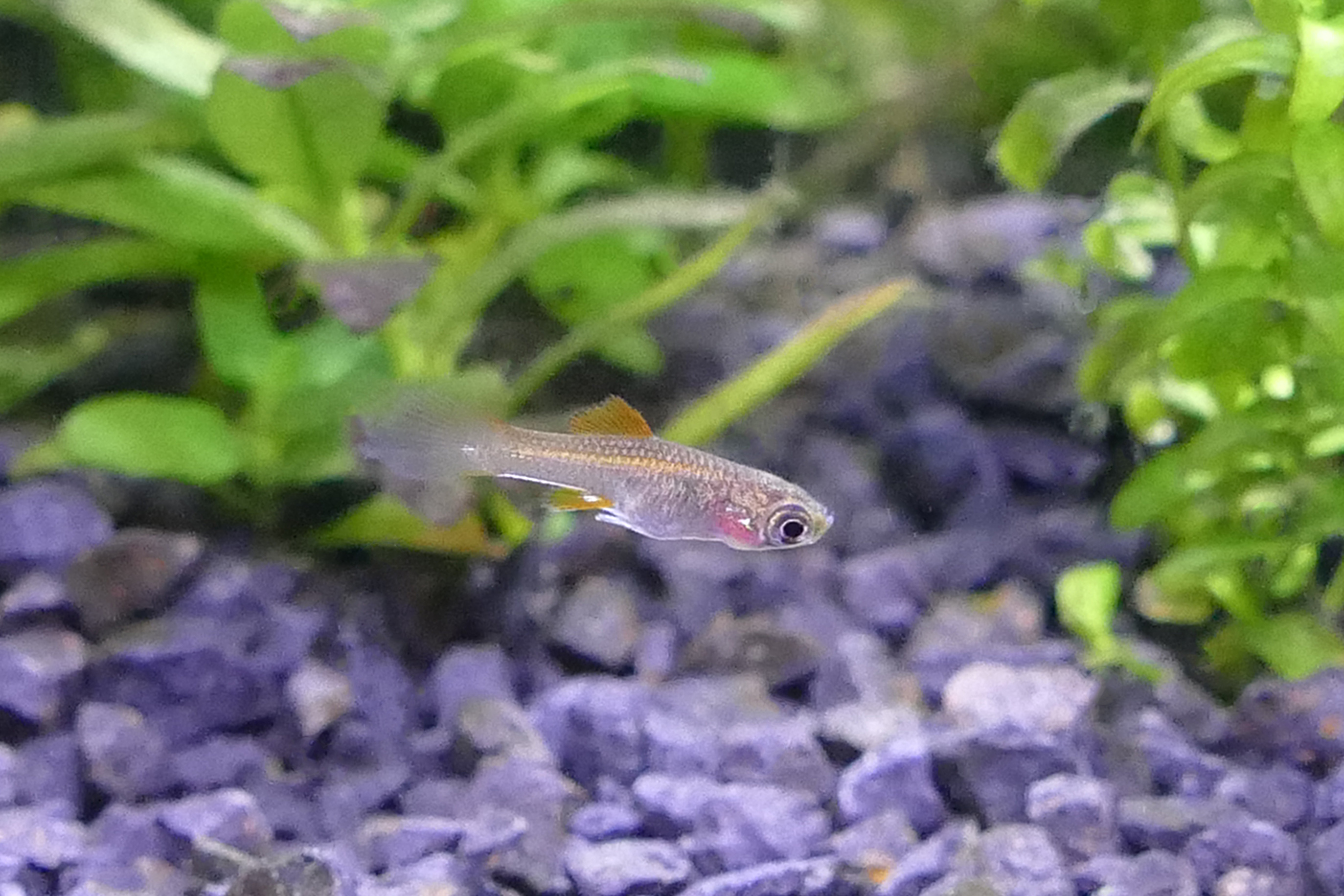
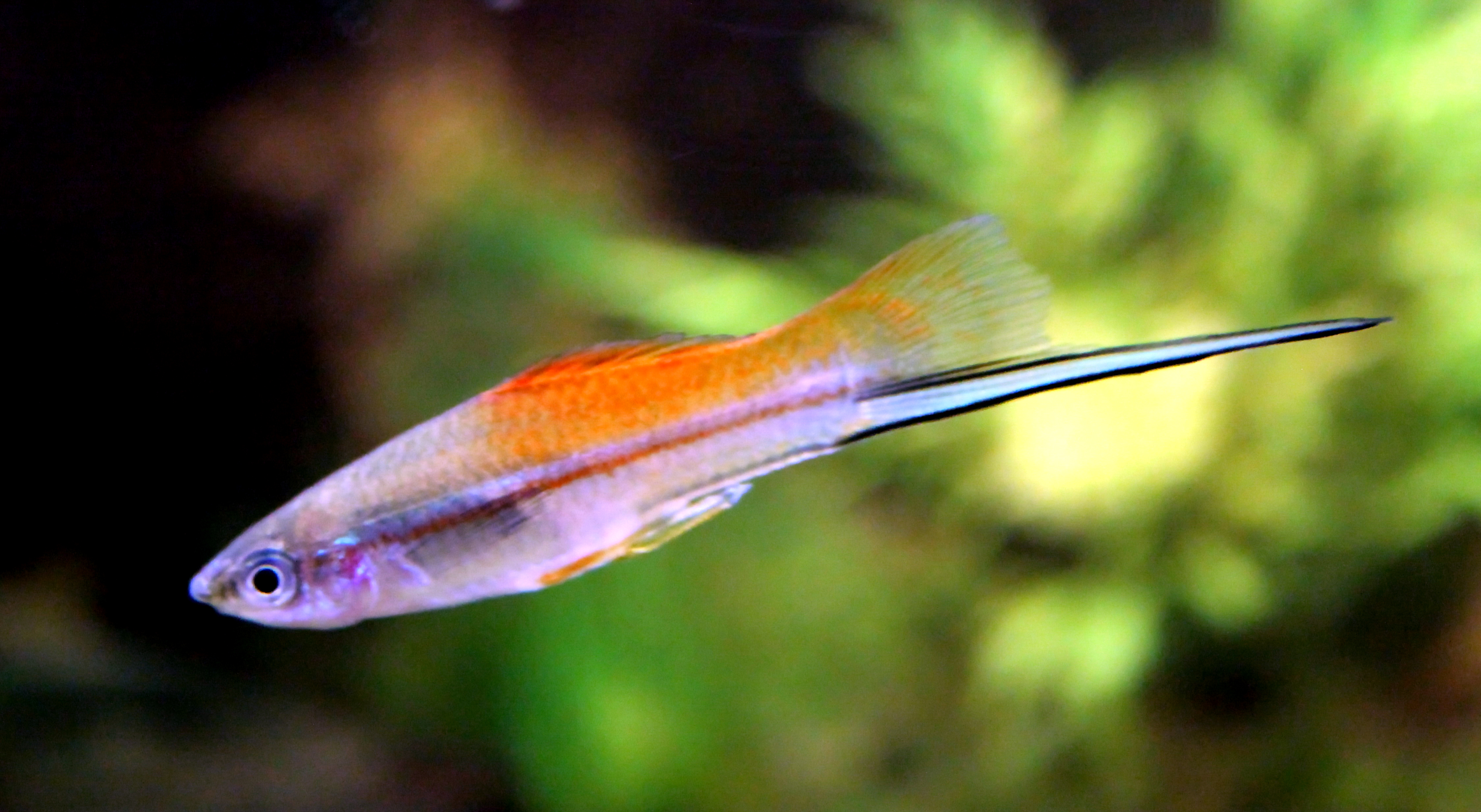